# Stipo Papić
Stipo Papić (* 20. November 1978 in Berlin) ist ein ehemaliger deutscher Basketballspieler kroatischer Herkunft.

## Karriere
Papić schloss sich 1996 dem TuS Lichterfelde an und wurde im ersten Jahr mit dem TuSLi gleich Deutscher Meister der A-Jugend. In der folgenden Saison hatte er bereits Kurzeinsätze im Basketball-Bundesligateam des Kooperationspartners ALBA Berlin. Ansonsten war er für den TuSLi in der 2. Basketball-Bundesliga aktiv, mit dem er sich 2000 sportlich für den Aufstieg in die erste Liga qualifizieren konnte. In der Saison 1999/2000 war er jedoch auch bei allen Spielen von Alba aktiv. War er in den Vorjahren nur indirekt als Kadermitglied bei Alba an den Meistertiteln 1998 und 1999 beteiligt, brachte er es in jener Saison immerhin schon auf knapp 10 Minuten Einsatzzeit im Schnitt beim deutschen Meister. Papić wurde zudem zum ersten Mal in den Kader der Nationalmannschaft berufen. In den nächsten beiden Spielzeiten konnte der Erfolg in der Meisterschaft wiederholt werden. Mit der Nationalmannschaft wurde bei der Endrunde der EM 2001 der vierte Platz errungen, die beste Platzierung seit dem Gewinn der EM 1993. Papić' Einsatzzeit stagnierte bei Alba jedoch und nach Verletzungsproblemen in der Saison 2001/02 verließ er den Verein mit dem Gewinn des Doubles 2002 in Richtung Frankfurt. Bei den Skyliners steigerten sich zwar seine Einsatzzeiten, doch im Play-off-Viertelfinale der Saison 2002/03 scheiterte er mit seiner Mannschaft an seinem vorherigen Verein. Zur folgenden Saison wechselte er nach Köln. Bei RheinEnergie machte er nur wenige Spiele, bevor er an einer Herzmuskelentzündung erkrankte. Sein Vertrag beim Pokalsieger des Jahres 2004 wurde daraufhin zum Saisonende aufgelöst. 2005 versuchte Papić ein Comeback in der Lega Basket Serie A in Roseto degli Abruzzi, was aber nicht erfolgreich war. Sein Vertrag wurde auch hier vorzeitig aufgelöst.
Ab 2006 war er noch unterklassig für die Spielgemeinschaft Central Hoops in seiner Heimatstadt aktiv und spielte dort in der Regionalliga, konzentrierte sich hier aber schon auf sein Architekturstudium.